# Chryzantémový trůn

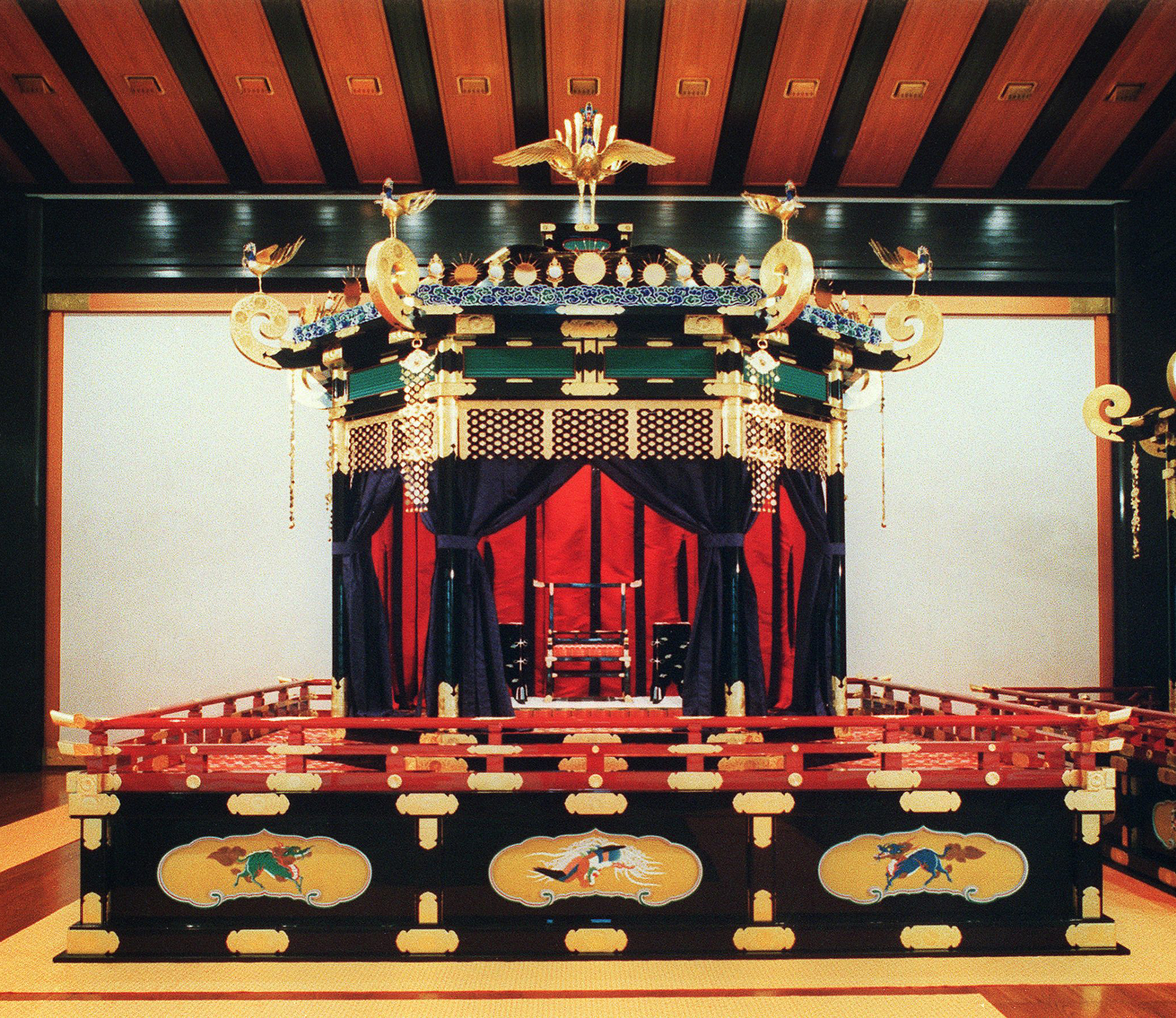
Trůn Takamikura v císařském paláci v Kjótu slouží k intronizačním obřadům. V roce 1990 posloužil při intronizaci císaře Akihita.

Chryzantémový trůn (japonsky 皇位, kói, doslova „císařské sedadlo“) je trůn japonského císaře. Přestože se tento termín obvykle používá jako  metonym pro japonskou monarchii, může se též vztahovat k velmi specifickému sedadlu, jako je trůn Takamikura (高御座) v síni Šišinden v císařském paláci v Kjótu.
Pro další trůny, které císař používá v rámci svých oficiálních povinností, jako je trůn v paláci Kókjo v Tokiu nebo trůn v japonském parlamentu, který slouží k pronášení trůnní řeči, se však označení Chryzantémový trůn nepoužívá.
V metonymickém smyslu se Chryzantémový trůn rétoricky vztahuje též k hlavě státu a k instituci samotné  japonské monarchie.

## Historie

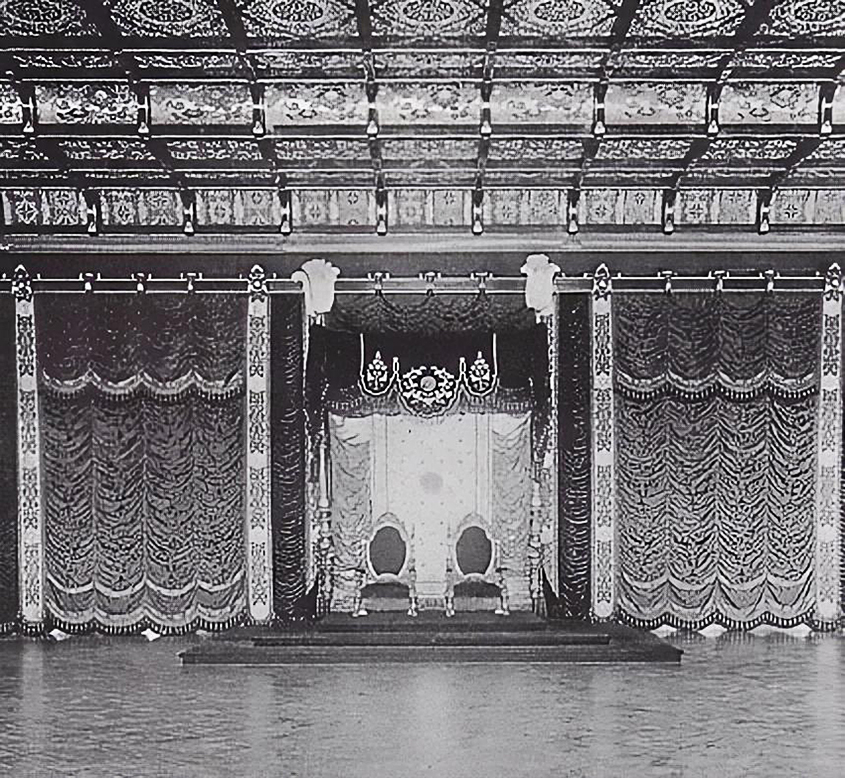
Tento trůnní sál z období Meidži používal císař Hirohito. Sál byl zničen za 2. světové války.

Japonsko je monarchie s nejdéle vládnoucí dynastií na světě. Podle legendy založil monarchii císař Džimmu v roce 660 př. n. l. Současný císař Naruhito je 126. monarchou na Chryzantémovém trůnu. Existující historické záznamy sahají pouze k 15. císaři Ódžinovi, který měl podle japonské tradice a legend vládnout v letech 270 až  310.
Ve 20. letech minulého století vládl tehdejší korunní princ Hirohito jako regent za svého otce, když císař Taišó nebyl ke konci své vlády již fyzicky schopen plnit své povinnosti. Nicméně korunní princ postrádal onu symbolickou moc spojenou s trůnem, kterou mohl získat teprve až po otcově smrti.
Současná japonská ústava považuje císaře za „symbol státu a jednoty lidu“. Moderní japonský císař je konstituční monarcha. Metonymický význam Chryzantémového trůnu v sobě obsahuje moderní monarchii i chronologický výčet legendárních a historických panovníků Japonska. 